# Граник, Генриетта Григорьевна
Генрие́тта Григо́рьевна Гра́ник (9 ноября 1928 — 3 января 2021) — советский и российский психолог, педагог, доктор психологических наук (1981), профессор (1996), академик РАО (1995; член-корреспондент с 1992).

## Биография
Родилась 9 ноября 1928 года в Улан-Удэ в семье служащих.
В 1959 году окончила факультет русского языка и литературы Московского заочного педагогического института по специальности «учитель русского языка и литературы».
С 1960 по 1963 годы — преподавала в общеобразовательной школе, была районным методистом. С 1963 по 1975 годы — научный сотрудник в лаборатории программированного обучения Института психологии АПН СССР, где в течение ряда лет Г. Г. Граник занималась психологическими основами создания проблемно-программированных учебников по русскому языку. С 1975 по 1997 годы — руководитель группы и руководитель научно-исследовательской лаборатории «Психологические проблемы построения школьных учебников», с 1997 года — главный научный сотрудник Психологического института Российской академии образования.
В 1965 году защитила кандидатскую диссертацию на тему: «Формирование у школьников приёмов умственной работы в процессе выработки орфографических навыков», в 1980 году — докторскую диссертацию на тему: «Психологическая модель процесса формирования пунктуационных умений».
16 июня 1992 года Г. Г. Граник была избрана членом-корреспондентом, с 6 апреля 1995 года — академиком Российской академии образования — состоит в Отделении психологии и возрастной физиологии. Сфера научных интересов: педагогическая психология, преподавание русского языка в начальной и средней школе.
Под научным руководством Г. Г. Граник и при её непосредственном участии создано 45 учебников и 10 учебных книг по русскому языку.

## Награды
- Медаль К. Д. Ушинского (1999)
- Дважды Премия Правительства Российской Федерации в области образования (1997, 2008)
- Почётный работник высшего профессионального образования Российской Федерации
- Премия имени К. Д. Ушинского (1973)